# Oder (Rhume)

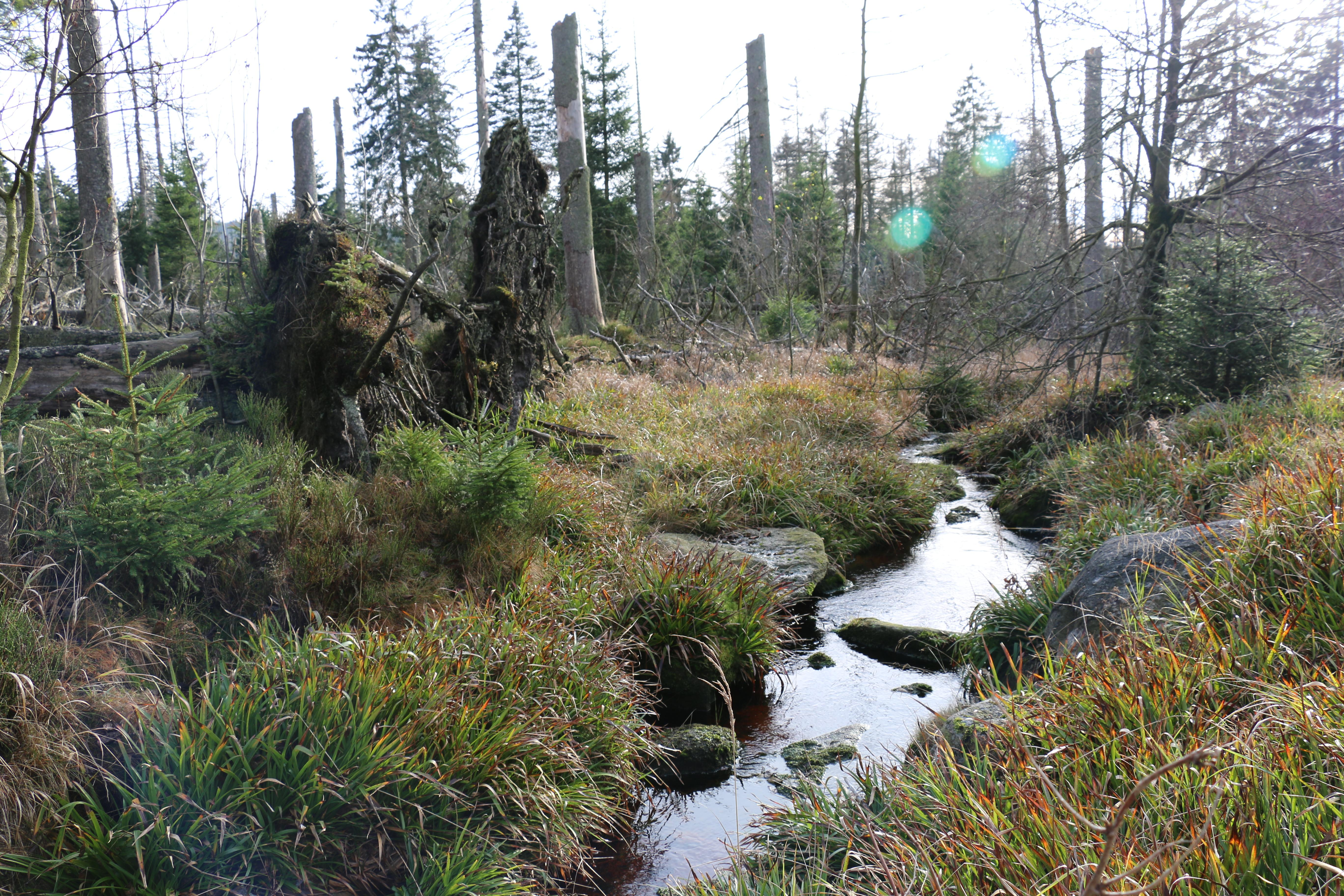
Die Oder in ihrem Quellbereich, dem Oderbruch

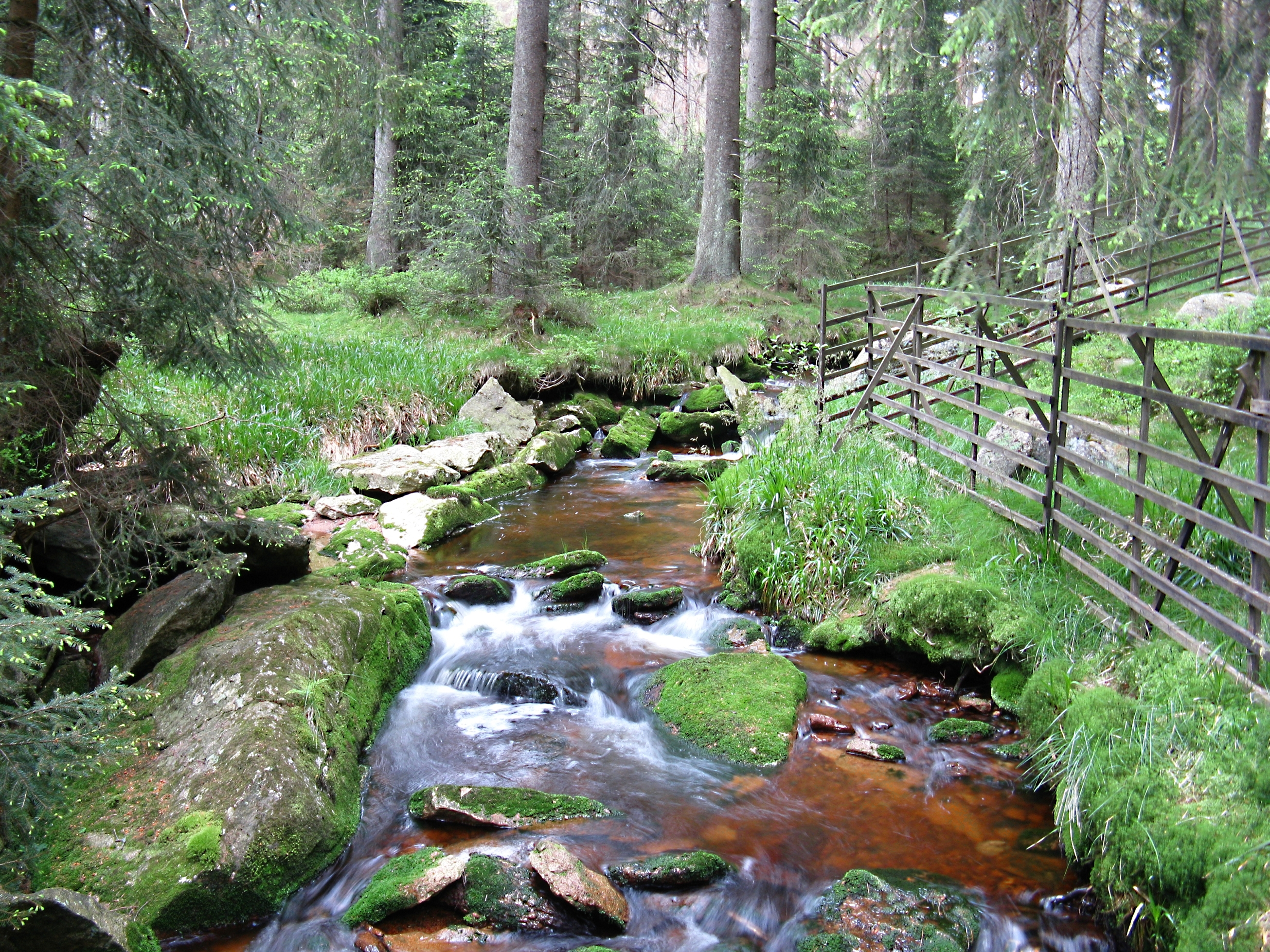
Die Oder oberhalb des Oderteichs

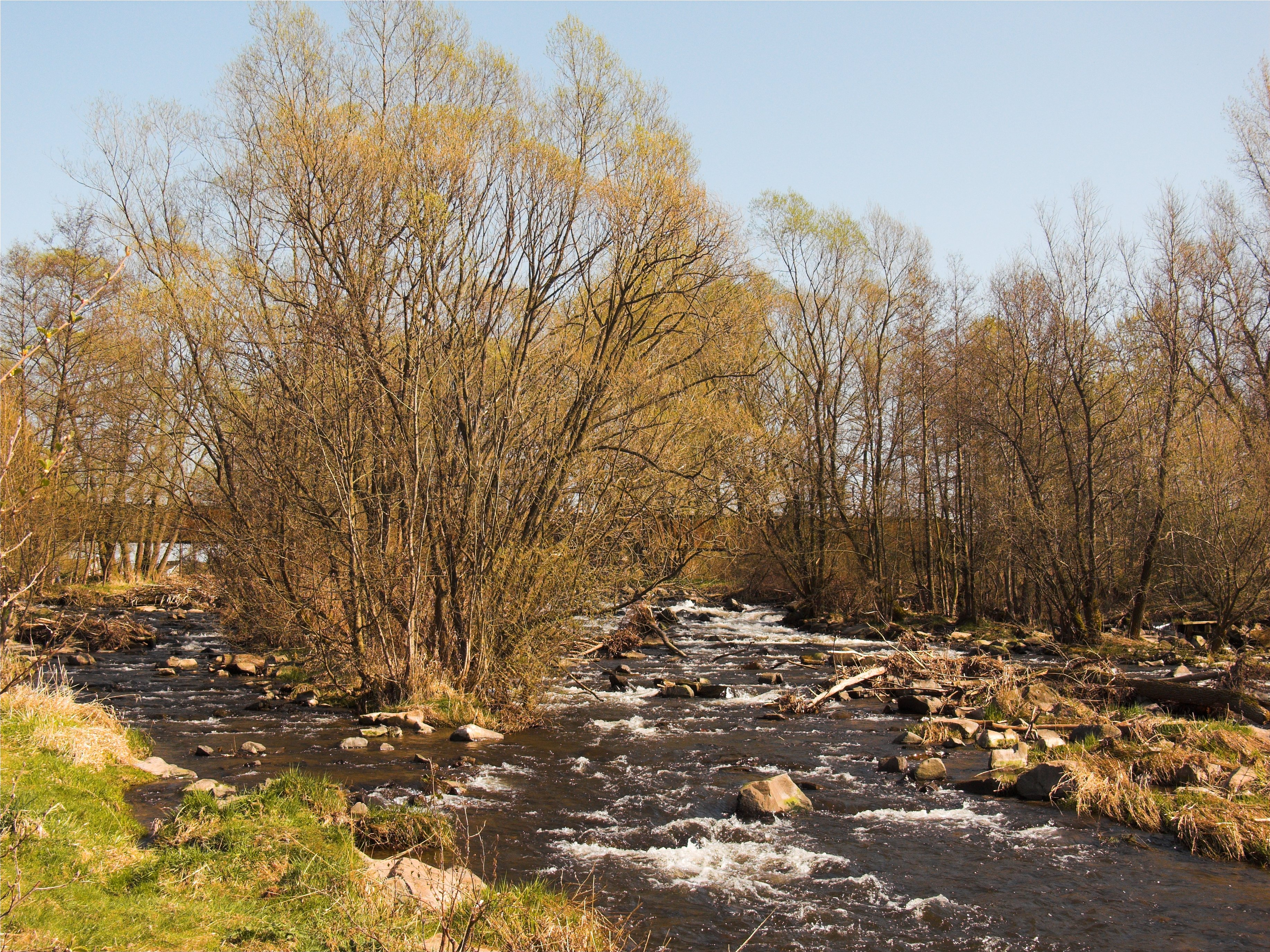
Die Oder bei Wulften am Harz

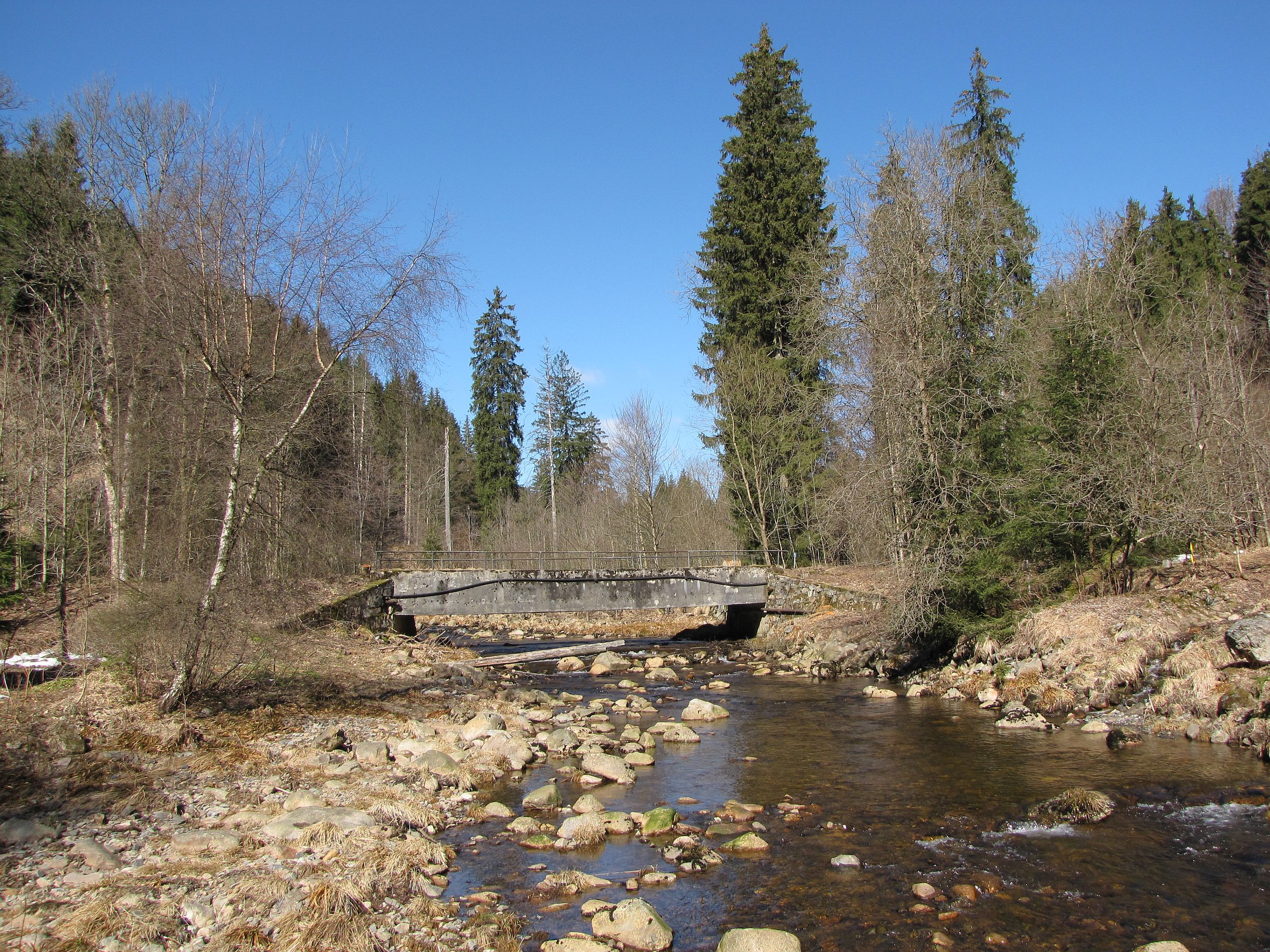
Die Oder unterhalb des Oderbergs

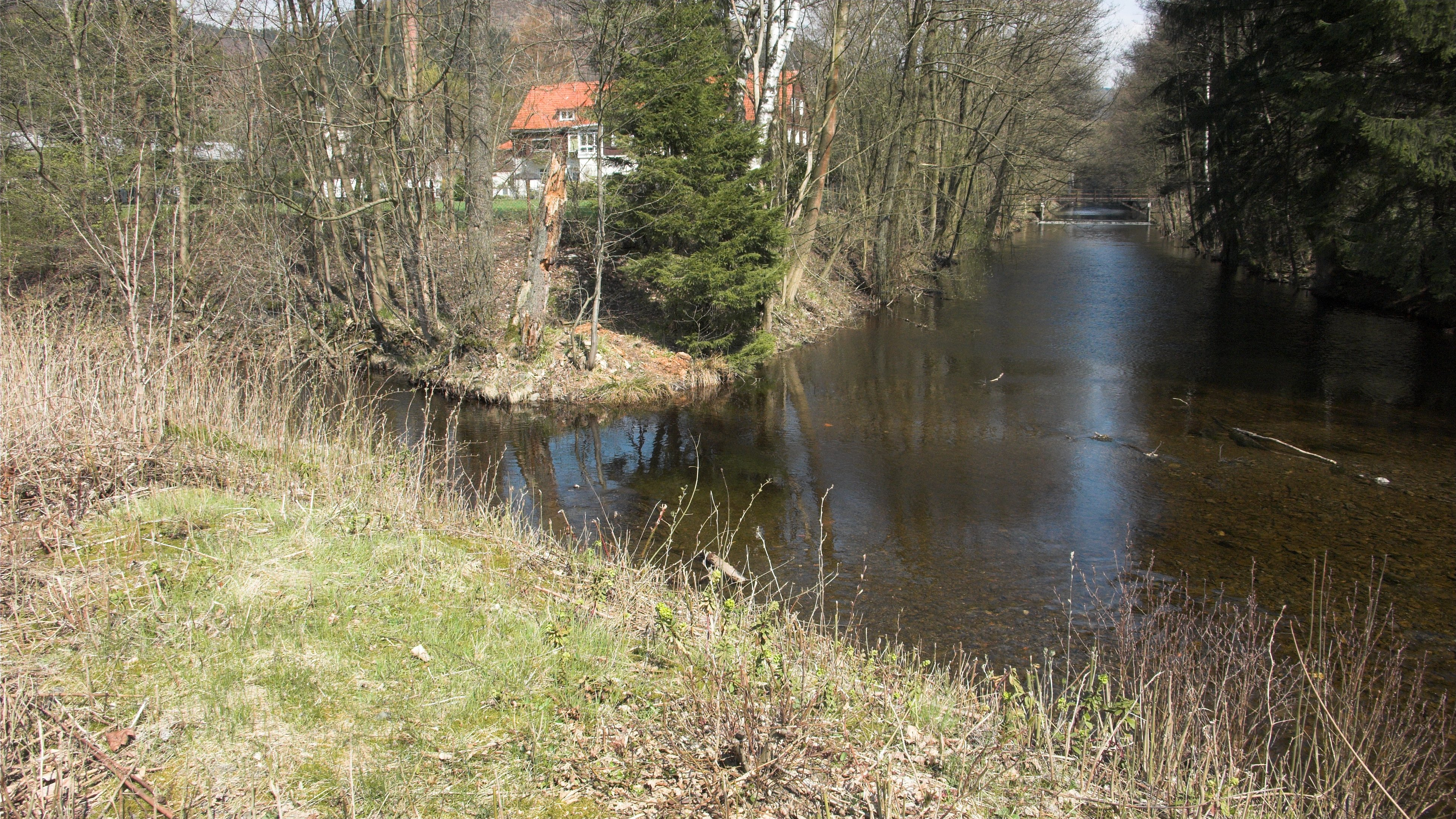
Mündung der Sperrlutter in die Oder

Die Oder ist ein 56,1 km langer, östlicher und rechter Zufluss der Rhume in den Landkreisen Goslar, Göttingen und Northeim im südöstlichen Niedersachsen (Deutschland). Sie fließt im Harz und im südwestlichen Harzvorland.

## Name
Der Fluss wurde 1287 („inter Oderam et Sevenam“) erstmals schriftlich erwähnt. Möglicherweise leitet sich der Name vom germanischen *Odrō „Reichenbach“ (vgl. altnordisch auđr „Reichtum, Besitz“) ab und nahm wohl Bezug auf die Wassermenge.

## Geographie

### Verlauf
Die Oder entspringt im Landkreis Goslar im Oberharz. Ihre Quelle liegt im Nationalpark Harz rund 1,3 km nordnordwestlich der Achtermannshöhe und etwa 1 km südöstlich von Oderbrück, einem Ortsteil der Stadt Braunlage. Ihre im Südteil des Brockenfelds im Oderbruch auf etwa 812 m ü. NHN befindliche Quelle heißt „Odersprung“.
Auf dem Brockenfeld und damit nahe dem Odersprung haben auch die Flüsse Abbe, Große Bode, Ecker und Kalte Bode ihr jeweiliges Quellgebiet; am Ostrand des Brockenfelds steht der Dreieckige Pfahl.
Nachdem die Oder in Oderbrück die Bundesstraße 4 im Ost-West-Richtung unterquert hat, wird sie westlich der Siedlung im Oderteich, in dem sie nach Süden abknickt, das erste Mal aufgestaut. Unterhalb dieses Staubeckens passiert sie den westlich gelegenen Rehberg mit den Hohen Klippen und die östlich gelegenen Hahnenkleeklippen. Einige Flusskilometer weiter unterhalb fließt sie durch den Sankt Andreasberger Ortsteil Oderhaus, wo die Trutenbeek einmündet. Danach wird sie südwestlich der Odertaler Sägemühle, wo sie den Nationalpark Harz verlässt und zugleich in den Naturpark Harz einfließt, zum Oderstausee aufgestaut.
Nach anschließendem Einmünden der Sperrlutter durchquert die Oder die Kernstadt von Bad Lauterberg und verlässt dabei den Harz. In der Stadt knickt der Fluss nach Einmünden der Lutter in Richtung Westen ab. Dann fließt er nördlich vorbei an Pöhlde, wo er den Naturpark Harz verlässt, und durch Hattorf am Harz, wo er den von Nordosten kommenden Fluss Sieber aufnimmt. Dabei passiert er den Höhenzug Rotenberg nördlich und verläuft nach und durch Wulften am Harz.
Schließlich mündet die Oder in Katlenburg von Osten kommend auf etwa 137 m in den Leine-Zufluss Rhume.

### Einzugsgebiet und Zuflüsse
Zu den Zuflüssen der Oder, deren Einzugsgebiet etwa 384,66 km² groß ist, gehören (flussabwärts betrachtet; l = linksseitig; r = rechtsseitig):
| - Trutenbeek (l) - Sperrlutter (r) - Wiesenbek (l) - Lutter (r) - Großer Andreasbach (r) - Barbiser Bach (l) | - Bremke (r) - Eichelngraben (r) - Beber (Pöhlder Bach) (l) - Sieber (r) - Hackenbach (r) |

### Ortschaften
Ortschaften an der Oder sind:
- Oderbrück (Ortsteil von Braunlage)
- Oderhaus (Ortsteil von Braunlage)
- Bad Lauterberg
- Scharzfeld
- Pöhlde
- Hattorf am Harz
- Wulften am Harz
- Katlenburg-Lindau

## Hydrographie
Die Oder und ihr größter Nebenfluss, die Sieber, verlieren auf ihrem Weg durch das Südharzer Gipskarstgebiet Wasser an die südlicher gelegene Rhumequelle. Nachgewiesen wurde dies durch Färbeversuche im Zuge von mehreren hydrologischen Untersuchungen der Rhumequelle, bereits 1910 beim Eichelbach nahe Herzberg durch Karl Thürnau (mit sechs Kilogramm Uranin), dann mehrfach, so 1980 durch das Niedersächsische Landesamt für Bodenforschung, bei der Sieber nahe Hörden und bei der Oder nahe Scharzfeld. Der große Umfang der Wasserverluste erklärt sich vor allem dadurch, dass der Höhenzug des Rotenbergs zwar wie ein Damm die mächtigen Schotterablagerungen der Oder vom Tal der Rhume abhält, nicht aber das im Schotter strömende Wasser, das durch die teils klüftigen oder verkarstungsfähigen Gesteinsschichten des Rotenbergs zur tiefer liegenden Rhumequelle gelangen kann.
Trotz der Wasserverluste ist die Oder bei der Mündung in die Rhume der größere, wasserreichere Fluss, also eigentlich der Hauptfluss. Bemerkenswert ist, dass eine gleichartige Situation auch bei der Mündung der Rhume in die Leine und wiederum bei deren Mündung in die Aller gegeben ist. Damit ist die Oder hydrographisch der Hauptfluss des Flusssystems der Aller.

## Glaziale Prägung
Während des Pleistozäns wurde insbesondere der Oberlauf der Oder durch die Eigenvergletscherung des Harzes geprägt. Von einem zwischen dem Bruchberg, dem Sonnenberg und der Achtermannshöhe gelegenen Plateaugletscher stieß etwa im Bereich des Oderteichs eine Gletscherzunge in das Tal hinab. Im Bereich unterhalb der Hahnenkleeklippen findet man noch heute die deutlichsten Spuren der Harzvergletscherung des gesamten Gebirges. Dazu gehören neben mehreren Endmoränenbögen, Kames und Toteislöchern auch glazifluviale und glazilimnische Sedimente. Die bisherigen Befunde deuten alle auf die letzte Eiszeit hin. Spuren früherer Vereisungsphasen sind durch die starke periglaziale und auch warmzeitliche Überprägung nicht mehr sichtbar.

## Naturschutzgebiet Oderaue
Zwischen Scharzfeld und Katlenburg durchfließt die Oder das 2007 ausgewiesene und etwa 510 ha große Naturschutzgebiet Oderaue (NSG-Nr. 378334).

## Wassersport
Die Oder kann ab der Unterquerung der B 27 auf etwa 15 km Länge bis zur Mündung mit Kajaks und Kanus befahren werden.

## Bilder

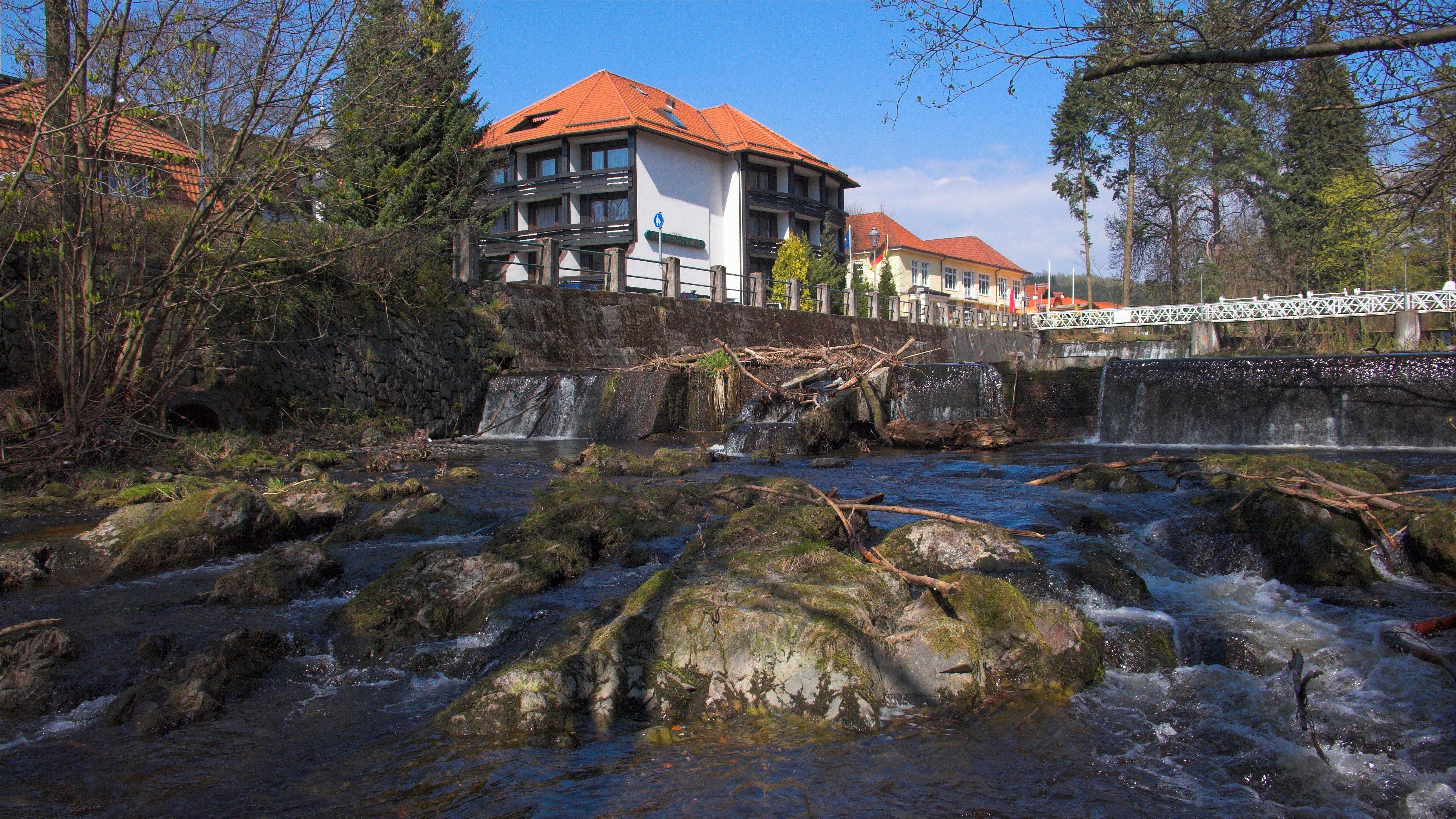
Die Oder in Bad Lauterberg
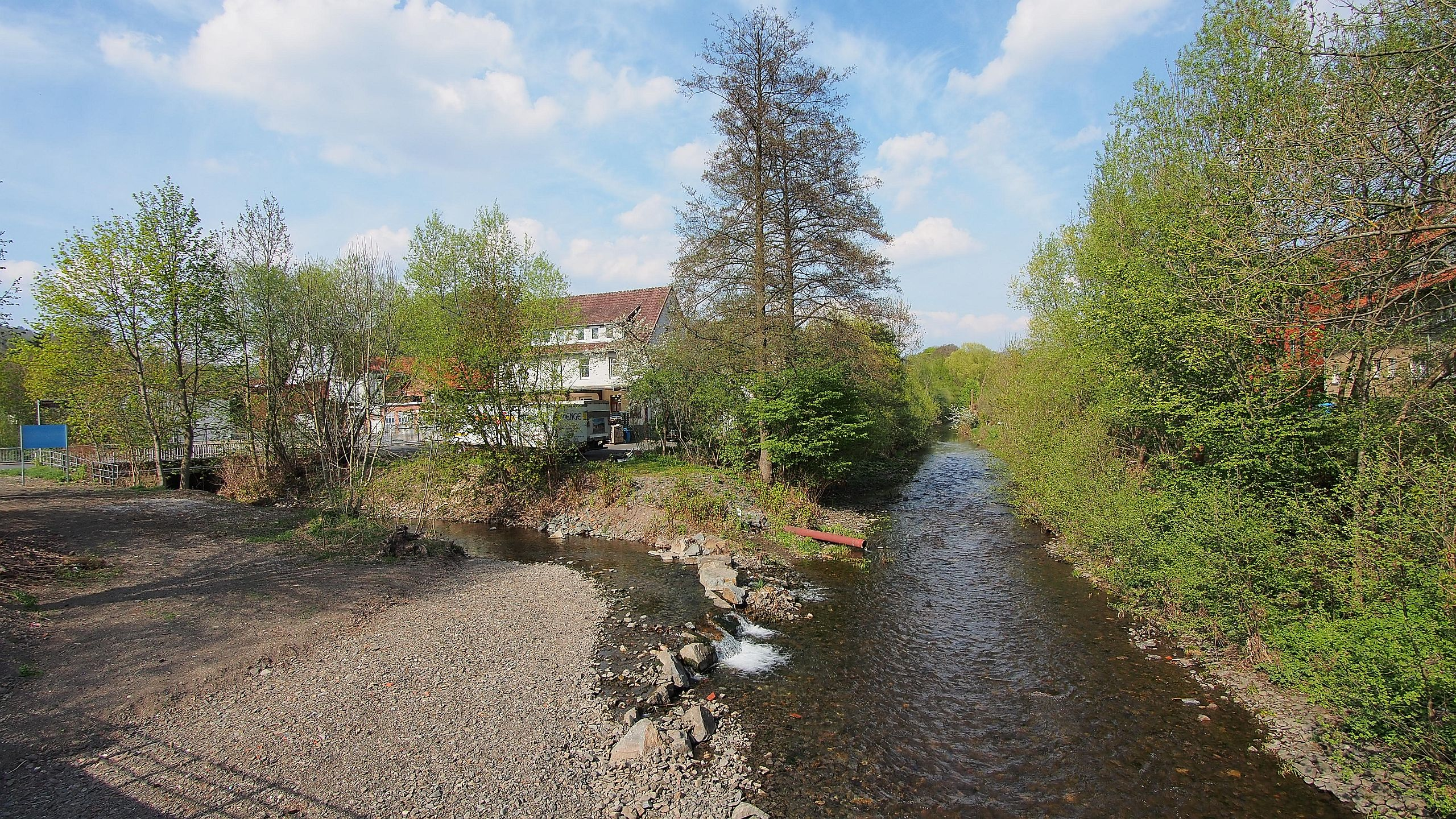
Einmündung der Lutter (l) in die Oder (r) in Bad Lauterberg
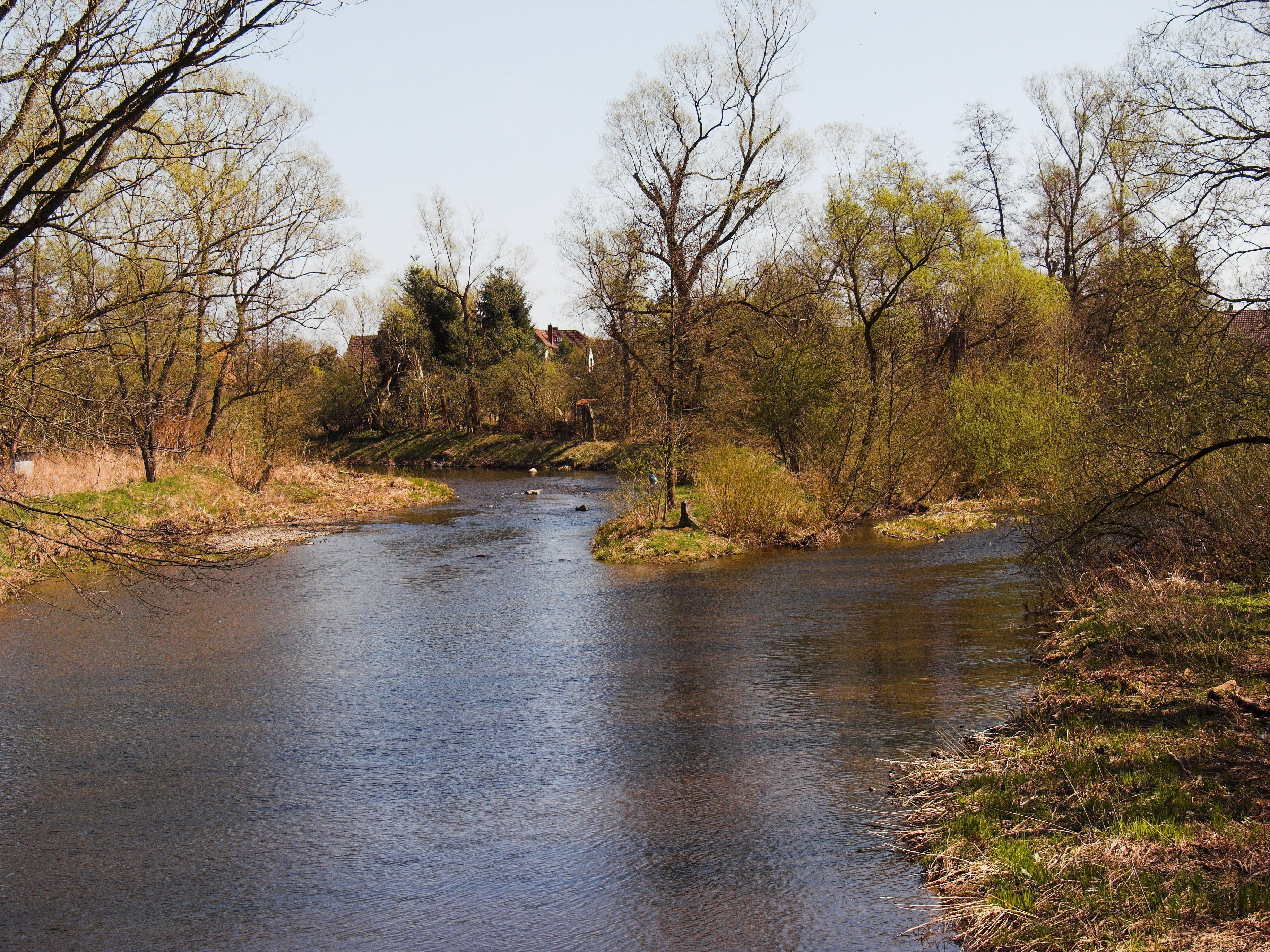
Einmündung der Sieber (l) in die Oder (r) bei Hattorf am Harz
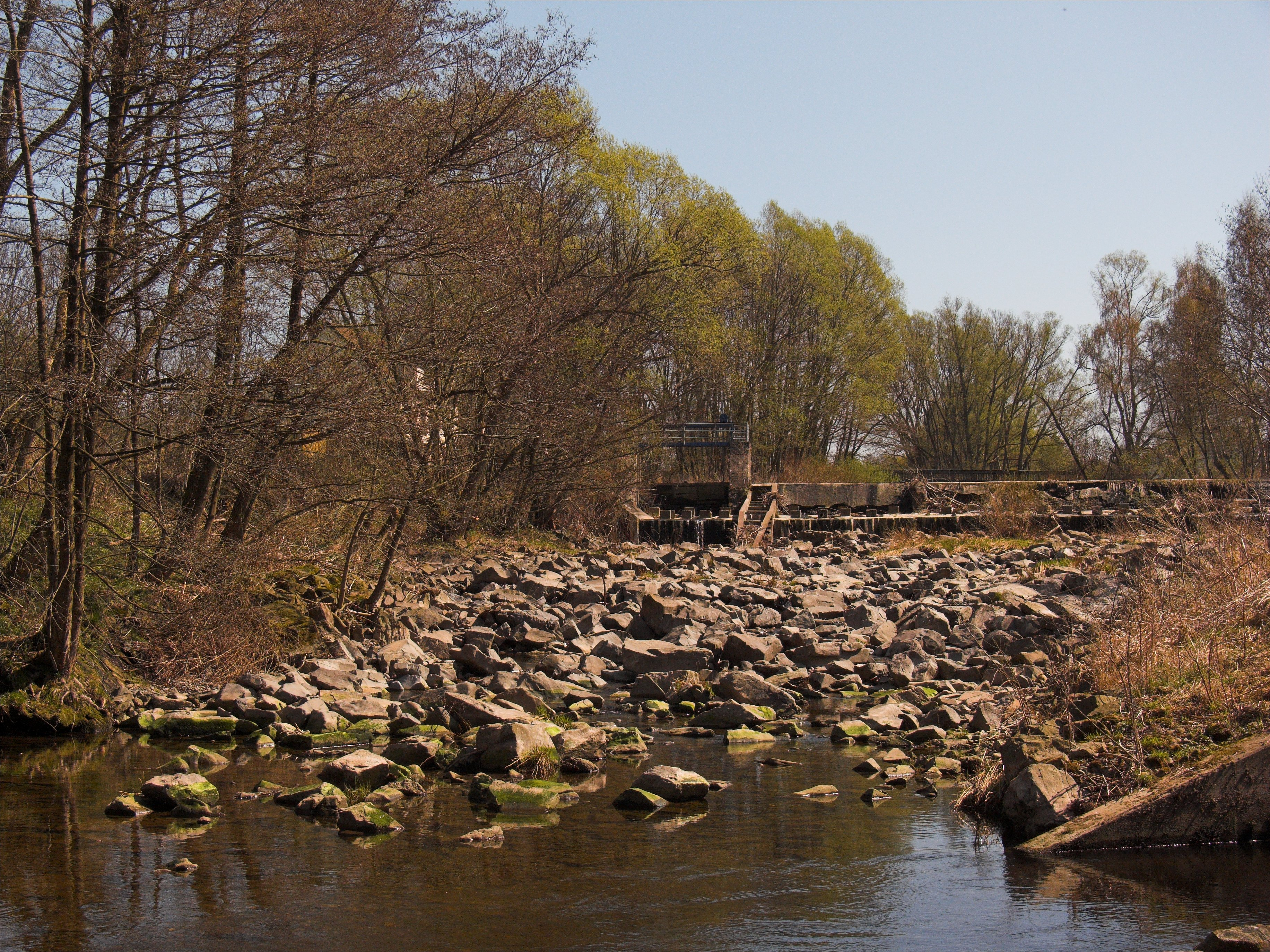
Oder-Wehr bei Hattorf